# A. P. Williams
Alfred Percy Williams (falecido em 22 de maio de 1933) foi um árbitro australiano de jogos de teste de críquete.
Williams arbitrou quinze partidas de primeira classe, todas no Sydney Cricket Ground, entre 1919 e 1928. Ele arbitrou uma partida de teste, entre Austrália e Inglaterra, disputada no Sydney Cricket Ground de 19 a 27 de dezembro de 1924. Esta partida foi notável por ser a primeira partida de teste em que o 8-ball over foi usado, pelo século de Bill Ponsford na estreia e pela parceria de 127 corridas para o 10.º postigo entre Johnny Taylor e Arthur Mailey, ainda o melhor da Austrália para este postigo. O colega de Williams era Alfred Jones.
Ele morreu em sua casa em Paddington, Sydney, deixando uma viúva, Lucy.